# Миллер, Жан Августович
Жан Августович Миллер (наст. имя Янис Шепте) (26 августа 1880, хутор Леяс-Слапужи, Рендская волость Гольдингенского уезда Курляндской губернии — 1942) — член боевых большевистских организаций, организатор красного террора в Крыму, председатель ЦИК Республики Тавриды, советский государственный деятель.

## Биография
Родился в Рендской волости Голдингенского уезда Курляндской губернии (ныне в Кулдигском крае, Латвия). Из крестьян. Учился в волостной школе. В 14 лет вместе с отцом переехал в город Гольдинген, где учился в 2-х классном сельском училище. Окончив три отделения в училище, поступил в прибалтийскую учительскую семинарию. Окончив в семинарии 2-й класс, был уволен оттуда.
Поступил на военную службу в Рижский унтер-офицерский батальон. За нарушения дисциплины неоднократно подвергался взысканиям. После окончания 2-летнего курса был отправлен младшим унтер-офицером в 15-й гренадерский полк в Тифлис, а в 1903 году из Тифлиса был переведён в дисциплинарный батальон в станицу Екатериноградскую Терской области. В сентябре 1905 года уволен в запас, вернулся на родину в г. Гольдинген.

### В революционном движении
С 1905 года социал-демократ. Во время революции 1905—1907 годов — на военно-боевой работе: руководитель вооружённого восстания в Гольдингенском уезде в октябре-декабре 1905 года, затем в «лесных братьях».
В январе 1906 года выбрался в Цюрих, где пробыл до мая 1906 года. По распоряжению ЦК ЛСДРП в мае 1906 вернулся в Ригу в качестве организатора-агитатора в Рижской военной организации. Делегат Первой (Таммерфорской) конференции боевых и военных организаций РСДРП (декабрь 1906 года). В связи с тем, что дальнейшее пребывание в Риге стало опасным, январе 1907 года Миллер уехал в Финляндию, 3 месяца пробыл в городе Экенас, потом ещё два месяца в Гельсингфорсе.
В начале июня 1907 года через Англию уехал в США, где пробыл до 1917 года. Работал слесарем по ремонту паровозов. Состоял членом профсоюза АФТ, Социалистической партии Америки и латышской социал-демократической организации. В 1910 переехал в Чикаго, где тоже работал в железнодорожных мастерских.
В 1914 году окончил бухгалтерский курс в Университете Валпарейзо (Valparaiso University) в штате Индиана. После этого работал в конторе компании экспресс-перевозок в Чикаго, принимал участие в организации профсоюза конторских служащих.

### Революция и гражданская война в России
В апреле 1917 года вернулся в Россию. Через Японию и Владивосток прибыл в Петроград. В мае 1917 года по решению ЦК РСДРП(б) послан в Крым в санаторий в Евпаторию и одновременно как парторганизатор. Великую Октябрьскую социалистическую революцию встретил в Мелитополе, где в это время вёл агитацию и выступал с лекциями. Губпарторганизатор, председатель Евпаторийского комитета РСДРП, в ноябре 1917 избран членом бюро Таврического губкома партии, затем председатель Симферопольского ревкома.
Юрий Гавен, также цлен ЦИК Тавриды, писал: «Сильный удар по престижу Таврического ЦИК нанесла политика, навязанная его председателем Жаком Миллером, который разрешил отрядам производить самостоятельно (по усмотрению штабов) и помимо судебных органов обыски, массовые изъятия ценностей, что влекло за собой разложение этих слабо дисциплинированных отрядов и озлобление среди населения».
В марте 1918 года на Всетаврическом съезде Советов был избран председателем ЦИК Республики Тавриды. Один из инициаторов и активных организаторов массового красного террора в Крыму зимой 1917—1918 годов. В ходе этой карательной кампании было расстреляно и убито иным способом от 52 тысяч человек.
После падения ССРТ — председатель Тамбовского губкома партии, член ВЦИК РСФСР. Сторонник самых жёстких мер по отношению к «классовым врагам».

### Эмиграция
В октябре 1919 года через Туркестан, Афганистан и Индию уехал в Америку. В Индии был задержан английскими властями и пробыл в одиночном заключении в Калькуттской тюрьме 11 месяцев. Благодаря заступничеству жены, жившей в Чикаго, и деятелей американской социалистической партии был освобождён, и ему было разрешено въехать в США. До 1931 года — в США на различных должностях, состоял в компартии США. Последний год выполнял ответственную секретную нелегальную работу.

### Возвращение в СССР и репрессии
Вернувшись в СССР в июне 1931 года, оказался на хозяйственной работе. Работал в Центральном локомотивно-проектном бюро Коломенского завода переводчиком с английского и бухгалтером. С апреля 1932 года работал в Москве в НИИ локомотивостроения, заведовал сектором техпропаганды и был секретарём ячейки ВКП(б). В 1933 году — внештатный партследователь. С 1937 года — персональный пенсионер.
Арестован. Приговорён 10 июня 1938 года к 10 годам ИТЛ. Умер в лагере.

## Память

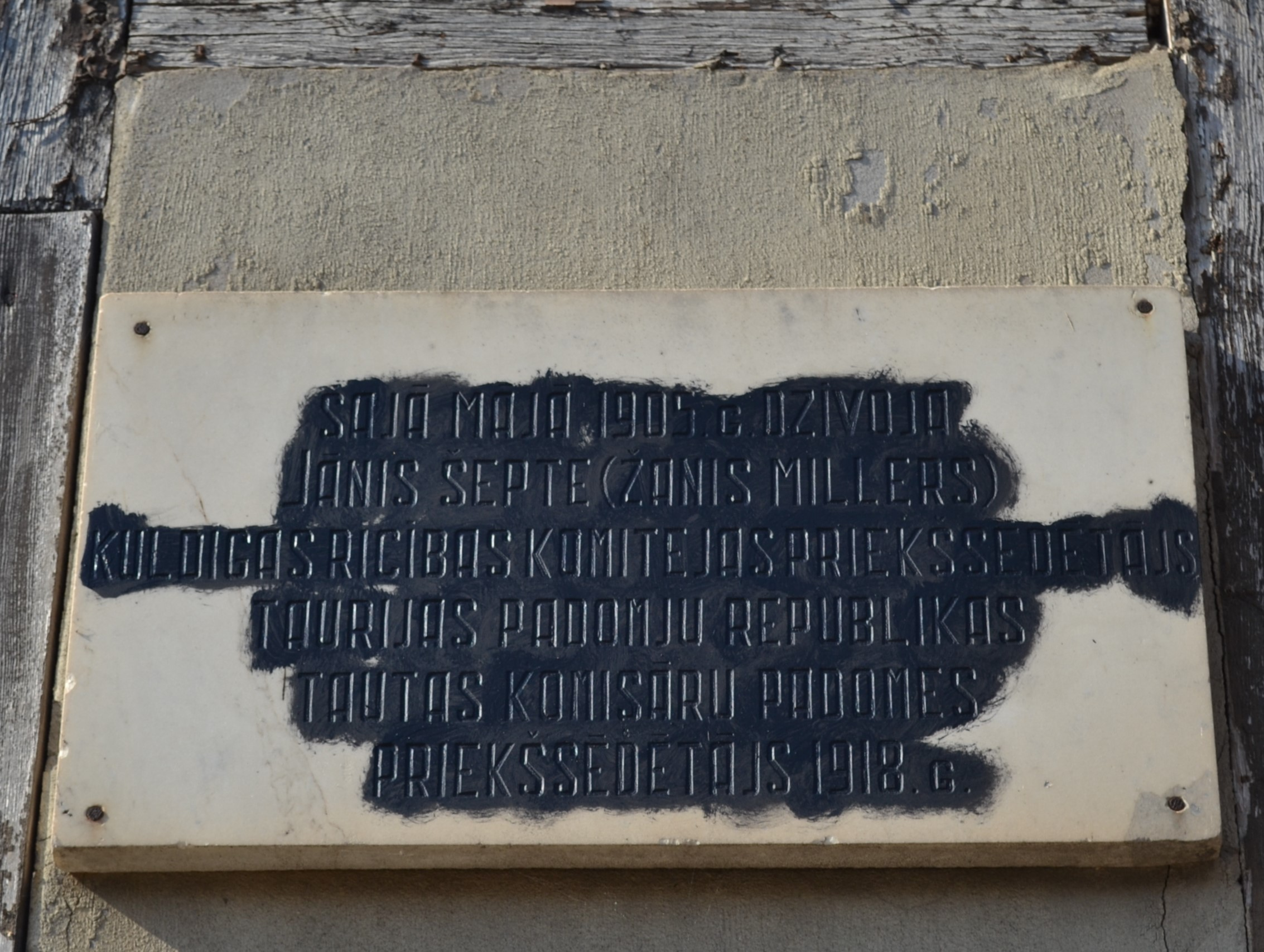
табличка на доме в Кулдиге, где в 1905 году жил Ж. А. Миллер (Янис Шепте) (1880—1942)

Именем Миллера названы улицы в Симферополе и Евпатории.